# Peter Condu
Peter Condu, född 1945 i Helsingfors, död 1986, var en svensk textilformgivare.
Peter Condu växte upp i Skåne men hade finska rötter och var född i Helsingfors. Hans intresse för formgivning och textil började tidigt och han satt ofta vid sin mammas vävstol för att se hur mönstren växte fram. Efter skolan praktiserade han ett år på fabrik som maskinvävare och utbildade sig senare på Textilinstitutet i Borås 1964 och Konstfack i Stockholm 1965-1970. I början 1970-talet blev han kontaktad av den amerikanska varuhuskedjan Lord & Taylor som kom att marknadsföra hans tyger i 170 butiker över hela USA och han inledde tidigt även en export till Japan.
För att få kontroll över hela produktionen från råmaterialet till färdig produkt drev han ett eget företag 1976–1981 först med en butik i  Gamla stan i Stockholm och senare även i  New York där han förutom sin egen produktion visade design från Skandinavien i eget urval. Hans mönster trycktes på ett litet textiltryckeri i Blekinge och han använde uteslutande tyg av 100% bomull. Han intresserade sig även lin och vävning och utförde linnegardiner för det ombyggda Riksdagshuset som vävdes av Kinnasand och ett linneprogram med en ny och stram serie damastmönster för Klässbols linneväveri 1984
Han var även en ambassadör för skandinavisk design och pendlade under fem år mellan Stockholm och New York. Condus formgivning var till en början färgstark och bestod av tryckta tyger med grafiskt tydliga mönster. Motiven varierade mellan böljande former och  geometriskt strikt struktur. Textilerna uppmärksammades särskilt av arkitekter som gärna använde hans tyger i offentliga miljöer. Hans senare produktion blev senare stramare både till färg och mönster. Han ritade tidigt en mönsterkollektion för Ikea och skapade i början av 1980-talet det asymmetriska rutmönstret Manhattan. 
Condu finns representerad vid bland annat Nationalmuseum och Designarkivet.